# Austropion mandibularis
Austropion mandibularis là một loài tò vò trong họ Ichneumonidae.